# Science-Fiction-Jahr 1847
Übersicht

◄◄ | ◄ | 1843 | 1844 | 1845 | 1846 | Science-Fiction-Jahr 1847 | 1848 | 1849 | 1850 | 1851 | ► | ►►

Weitere Ereignisse

## Geboren
- Vinzenz Chiavacci († 1916)
- Otto von Leixner († 1907)
- Konstantin Liebich († 1928)
- Ernst Lohwag († 1918)